# Complemento de un conjunto

El complementario de un conjunto A es otro conjunto A^{} que contiene todos los elementos (dentro del universo U) que no están en A.

El complemento de un conjunto o conjunto complementario es otro conjunto que contiene todos los elementos que no están en el conjunto original. Para poder definirlo es necesario especificar qué tipo de elementos se están utilizando, o de otro modo, cuál es el conjunto universal. Por ejemplo, si se habla de números naturales, el complementario del conjunto de los números primos P es el conjunto de los números no primos C, que está formado por los números compuestos y el 1:
{\displaystyle \mathbf {P} =\{2,3,5,7,\ldots \}}
{\displaystyle C=\{1,4,6,8,9,\ldots \}}
A su vez, el conjunto P es el complementario de C. El conjunto complementario se denota por una barra horizontal o por el superíndice «∁», por lo que se tiene: P∁ = C, y también C = P.
El conjunto complementario de A es la diferencia (o complementario relativo) entre el conjunto universal y A, por lo que ambas operaciones (complementario y diferencia) tienen propiedades similares.

## Definición

Complementario de un conjunto A.

Dado un conjunto A, su complementario es el conjunto formado por los elementos que no pertenecen a A:
| El complementario de A es otro conjunto A∁ cuyos elementos son todos aquellos que no están en A: {\displaystyle x\in A^{\complement }{\text{ si y s}}{\acute {\text{o}}}{\text{lo si }}x\notin A} |

Esta definición presupone que se ha especificado un conjunto universal U, pues de otro modo, en la afirmación «todos los x que no están en A», la palabra «todos» es ambigua. Si se menciona explícitamente el conjunto universal U, entonces el complementario de A es el conjunto de todos los elementos de U que no están en A, por lo que la relación con la diferencia es clara:
| {\displaystyle A^{\complement }=U\setminus A} |

Por otro lado, considerando un conjunto universal, la diferencia entre dos conjuntos puede expresarse utilizando la noción de complementariedad:
| {\displaystyle A\setminus B=A\cap B^{\complement }} |

Ejemplo.
- El complementario del conjunto de todos los hombres es el conjunto de todas las mujeres (hablando de personas).
- Hablando de números naturales, el complementario del conjunto {1, 5, 6, 7, 8, 10} es el conjunto {2, 3, 4, 9, 11, 12, ...}.
- El complementario del conjunto A en la imagen es la zona sombreada de azul (el conjunto universal U es toda el área del rectángulo).

## Propiedades
Puesto que el conjunto universal contiene todos los elementos en consideración, y el conjunto vacío no contiene a ninguno, se tiene lo siguiente:
| {\displaystyle U^{\complement }=\varnothing {\text{ , }}\varnothing ^{\complement }=U} |

Puesto que la noción de complementariedad está relacionada con la negación en lógica, la primera posee propiedades similares a la segunda:
| - Propiedad involutiva. El complementario del complementario de A es el propio A: {\displaystyle (A^{\complement })^{\complement }=A} - La unión de un conjunto y su complementario es el conjunto universal: {\displaystyle A\cup A^{\complement }=U} - Un conjunto y su complementario son disjuntos: {\displaystyle A\cap A^{\complement }=\varnothing } - El complementario de A está contenido en el complementario de cualquier subconjunto de A: {\displaystyle B\subseteq A\rightarrow A^{\complement }\subseteq B^{\complement }} |

En también unas relaciones entre las operaciones de unión e intersección a través del complemento:
| Leyes de De Morgan - El complementario de la unión de dos conjuntos es la intersección de los complementarios: {\displaystyle (A\cup B)^{\complement }=A^{\complement }\cap B^{\complement }} - El complementario de la intersección de dos conjuntos es la unión de los complementarios: {\displaystyle (A\cap B)^{\complement }=A^{\complement }\cup B^{\complement }} |

## Relación Complementaria
Una Relación binaria R se define como un subconjunto de un producto cartesiano X × Y. La relación complementaria {\displaystyle {\bar {R}}} es el complemento del conjunto R en X × Y. El complemento de la relación R puede ser escrito como
{\displaystyle {\bar {R}}\ =\ (X\times Y)\setminus R.}
Aquí, R es a menudo visto como una  matriz lógica con las  filas representado los elementos de X, y las columnas los elementos de Y. La verdad de  aRb  corresponde a 1 en la fila  a , columna  b . Produciendo la relación complementaria de "R" que corresponde a cambiar todos los 1 a 0 y los 0 a 1 para la matriz lógica del complemento.
Junto con la composición de relaciones y la relación inversa , las relaciones complementarias y el álgebra de conjuntos son la  operación elemental de la lógica algebraica